# 羅惇衍
羅惇衍（1814年—1874年），字椒生。廣東順德人。清朝政治人物。

## 生平
道光十五年（1835年）乙未科二甲進士。選庶吉士，散館授編修。歷任侍講、侍讀、太僕寺卿、安徽學政、吏部右侍郎（署）、刑部左侍郎、戶部左侍郎等職，升都察院左都御史，官至戶部尚書。同治八年（1869年）因母喪丁憂歸里。同治十三年（1874年）卒。諡文恪。《清史稿》有傳。
崇尚理學，工詩文、書法。著有《集義編》、《百法百戒庸言》等。

## 延伸阅读
[在维基数据编辑]
 《清史稿·卷421》，出自趙爾巽《清史稿》